# Maculinea subtus-impunctata
Maculinea subtus-impunctata är en fjärilsart som beskrevs av Charles Oberthür 1896. Maculinea subtus-impunctata ingår i släktet Maculinea och familjen juvelvingar. Inga underarter finns listade i Catalogue of Life.